# Barthold Georg Niebuhr

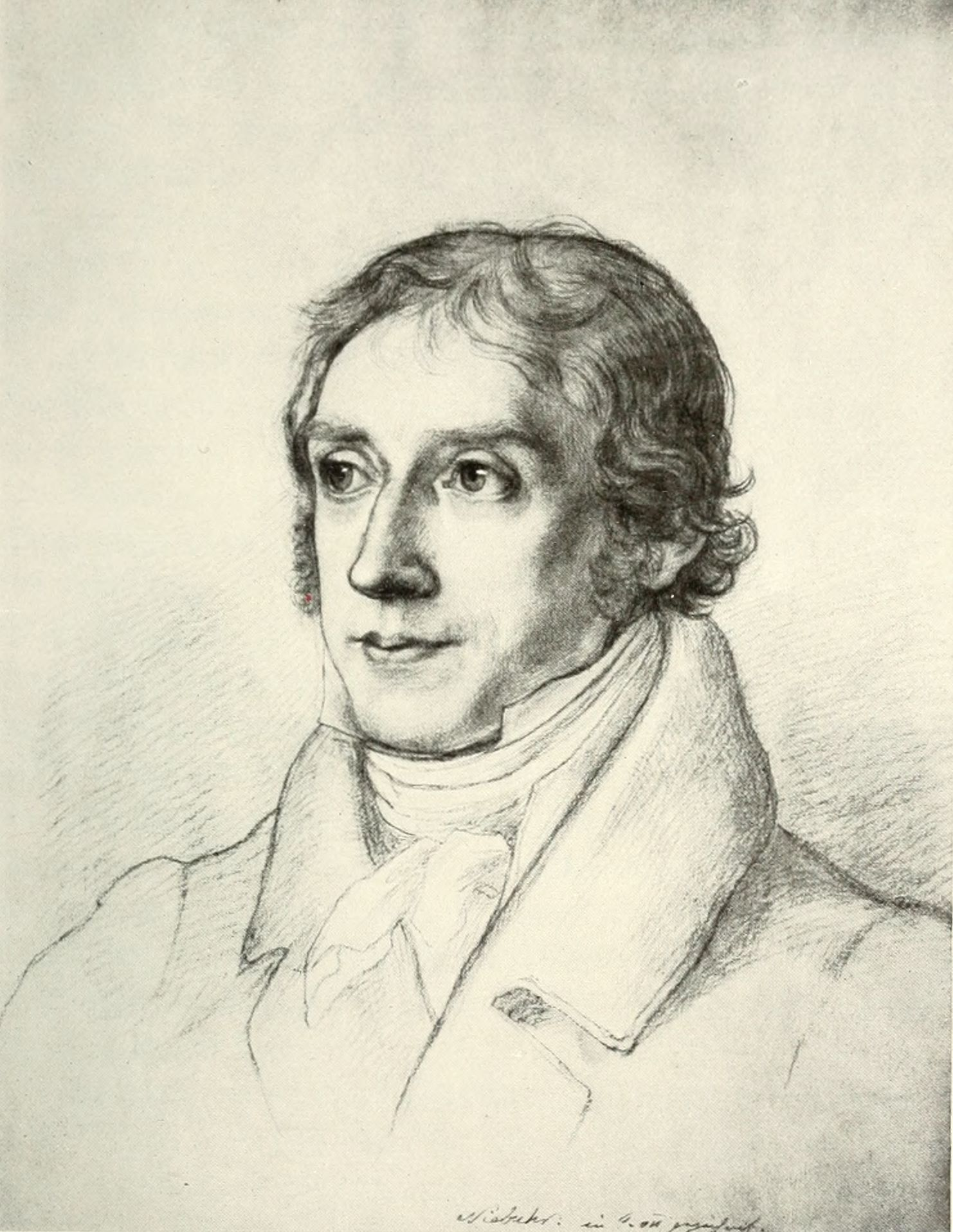
Barthold Georg Niebuhr door Louise Seidler (1822).

Barthold Georg Niebuhr (27 augustus 1776, Kopenhagen – 2 januari 1831, Bonn) was een Deens-Duits staatsman, bankier en historicus, die Duitslands leidende historicus op het vlak van het oude Rome was en samen met Leopold von Ranke en Theodor Mommsen was hij een van de boegbeelden van de moderne, wetenschappelijke historiografie in de 19e eeuw.
Barthold werd geboren als zoon van de Deense cartograaf Carsten Niebuhr, die aanvankelijk zijn kinderen zelf zou onderrichten. In 1794 zou hij aan de Christian Albrechts Universiteit in Kiel rechten en filosofie gaan studeren.